# Harald Beyer
Harald Beyer (Bergen, 1891. november 15. – Bergen, 1960. július 26.) német származású norvég irodalomtörténész, professzor és irodalomkritikus. Egy norvég könyvkereskedő, Freydar Dekke Høegh és német születésű felesége, Flora Charlotte Müller gyermekeként született. Fia a szintén irodalomtörténész Edvard Beyer.